# فولاذ إنشائي

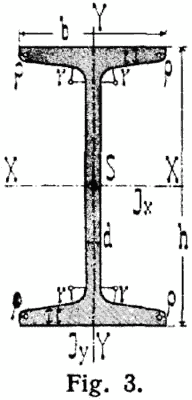

الفولاذ الإنشائي هي فئة من المعادن المستخدمة في صناعة مواد البناء متنوعة الأشكال. يتخذ الفولاذ الإنشائي شكل جائز (بالإنجليزية: beam) مستطيل له مقطع عرضي محدد. يتم تنظيم أشكال الفولاذ الإنشائي والأحجام والتركيب الكيميائي والخصائص الميكانيكية مثل القوة وممارسات التخزين وما إلى ذلك، وفقًا لمعايير محددة في معظم البلدان الصناعية.
تحتوي معظم أشكال الفولاذ الإنشائي مثل الجوائز آي (بالإنجليزية: I-beams)، على مقاومة عالية من مساحة مقطعها، ما يعني أنها شديدة الصلابة فيما يتعلق بمساحة مقطعها العرضي، وبالتالي يمكنها مقاومة الحمل العالي دون هبوط (تشوُّه) كبير.

## الفولاذ مقابل الخرسانة

### اختيار المواد الإنشائية المثالية
تتطلب معظم مشاريع البناء استخدام مئات المواد المختلفة. تتراوح من الخرسانة بجميع مواصفاتها المختلفة والفولاذ الإنشائي بمواصفاته المختلفة والطين والملاط والسيراميك والخشب، إلخ. فيما يتعلق بالهيكل الإنشائي الحامل للحمولة، فإنه يتكون عمومًا من الفولاذ الإنشائي والخرسانة وحجارة البناء أو الخشب، باستخدام مزيج مناسب من كل منها لإنتاج هيكل فعال. تُنشأ معظم الهياكل التجارية والصناعية في المقام الأول باستخدام الفولاذ الإنشائي أو الخرسانة المسلحة. يجب على المهندس أن يقرر المادة الأنسب للتصميم إن لم يكن كلاهما (الفولاذ الإنشائي والخرسانة المسلحة) عند تصميم الهيكل. هناك العديد من العوامل التي تُؤخذ في الاعتبار عند اختيار مواد البناء. التكلفة في العادة هي عنصر التحكم، ومع ذلك سيتم أخذ اعتبارات أخرى مثل الوزن والقوة والبناء والتوافر والاستدامة ومقاومة الحريق في الاعتبار قبل اتخاذ قرار نهائي.
- التكلفة

تعتمد تكلفة مواد البناء هذه كليًا على الموقع الجغرافي للمشروع وتوافر المواد. مثلما يتقلب سعر البنزين، تتضاءل أسعار الإسمنت والركام والفولاذ، إلخ. تستمد الخرسانة المسلحة حوالي نصف تكاليف البناء من الشكل المطلوب. يشير هذا إلى الخشب اللازم لبناء الصندوق أو الحاوية التي يتم فيها صب الخرسانة وحفظها حتى يتم علاجها. إن حساب النماذج يجعل الخرسانة الجاهزة خيارًا شائعًا للمصممين بسبب انخفاض التكاليف والوقت. نظرًا لحقيقة أن الفولاذ يباع بالوزن، تقع على عاتق المصمم الإنشائي مسؤولية تحديد الأعضاء الأخف وزنًا مع الحفاظ على تصميم إنشائي آمن. هناك طريقة إضافية لخفض النفقات في التصميم وهي: استخدام العديد من عناصر الفولاذ بالحجم نفسه بدلًا من العديد من العناصر الفريدين.
- نسبة القوة إلى الوزن

تصنف مواد البناء عادة من نسبة قوتها إلى وزنها، أو قوة محددة. ويعرف هذا بأنه قوة المادة على كثافتها. هذا يعطي المهندس مؤشرًا على مدى فائدة المواد بالمقارنة مع وزنها، مع كون الوزن مؤشرًا مباشرًا على تكلفتها (إجمالًا) وسهولة البناء. عادة ما تكون الخرسانة أقوى بالضغط بعشر مرات من الشد، مما يمنحه أعلى نسبة القوة إلى الوزن في الضغط فقط.
- الاستدامة

تقوم العديد من شركات البناء وبائعي المواد بإجراء تغييرات ليصبحوا شركات صديقة للبيئة. أصبحت الاستدامة اعتبارًا جديدًا تمامًا للمواد التي سيتم وضعها في البيئة لفترات من الوقت. ستكون المادة المستدامة ذات تأثير ضئيل على البيئة، سواء في وقت التثبيت أو طوال دورة حياة المادة. تتمتع كل من الخرسانة المسلحة والفولاذ الإنشائي بالقدرة على أن يكونوا خياراُ للبناء المستدام، إذا تم استخدامهما بشكل صحيح. أكثر من 80% من عناصر الفولاذ الهيكلي المصنوعة اليوم تأتي من المعادن المعاد تدويرها، وتدعى الفولاذ اّيه 992 (بالإنجليزية: A992). تعتبر هذه المادة الأرخص فيما يخص العنصر الفولاذي، بالإضافة إلى ارتفاع نسبة القوة إلى الوزن، مقارنة بالعناصر الفولاذية المستخدمة سابقًا درجة اّيه 36 (بالإنجليزية: grade A36). يمكن أن تكون الخرسانة المسلحة أيضًا خيارًا مستدامًا للغاية. مكونات المواد الخرسانية هي مواد تتكون بشكل طبيعي وليست ضارة بالبيئة. بالإضافة إلى ذلك، يمكن الآن صب الخرسانة لتكون قابلة للاختراق، مما يسمح بتدفق المياه عبر السطح المرصوف وبالتالي تقليل البنية التحتية اللازمة التي تسبب ازعاجًا كبيرًا محتملًا للبيئة. يمكن أيضًا سحق الخرسانة واستخدامها كركام في تطبيقات الخرسانة المستقبلية، مما يعني أنه لا يلزم بالضرورة استخدامها كردم للأرض.
- مقاومة الحريق

أحد أخطر ما يهدد المبنى هو خطر الحريق. هذا صحيح بشكل خاص في المناخات الجافة والرياح والمنشآت المشيدة باستخدام الخشب. يجب مراعاة الاعتبارات الخاصة بالفولاذ الإنشائي لضمان عدم تعرضه لخطر الحريق. الخرسانة المسلحة بشكل خاص لا تشكل تهديدًا في حالة نشوب حريق وحتى أنها تقاوم انتشاره، فضلًا عن التغيرات في درجات الحرارة. هذا يجعل الخرسانة عزلًا ممتازًا، مما يحسن من استدامة المبنى المحيط به عن طريق تقليل الطاقة المطلوبة للحفاظ على المناخ.
- التآكل

من المهم مراعاة دورة حياة المبنى عند اختيار المادة الإنشائية. بعض المواد عرضة للتآكل من العناصر المحيطة بها، مثل: الماء أو الحرارة أو الرطوبة أو الملح. يجب مراعاة الاعتبارات الخاصة أثناء تركيب المواد الإنشائية لمنع أي مخاطر محتملة للتآكل. يجب أيضًا توضيح ذلك لشاغلي المبنى؛ لأنه قد يكون أو لا يكون هناك شرط صيانة ضروري لمنع التآكل. على سبيل المثال، لا يمكن تعريض الفولاذ الإنشائي للبيئة؛ لأن أي رطوبة أو أي ملامسة أخرى للماء ستؤدي إلى حدوث صدأ. عندما يصدأ الفولاذ، فإنه يهدد السلامة الهيكلية للمبنى ويشكل خطرًا محتملًا على العناصر المتبقية أو المحيطة.

### الخرسانة المسلحة
- الخصائص

يتكون هذا النوع عمومًا من الاسمنت البورتلاندي والماء ومجموع الركام (الخشنة والناعمة) وقضبان حديد التسليح، والخرسانة أرخص مقارنةً بالفولاذ الإنشائي.
- القوة

الخرسانة مادة مركبة ذات خصائص عالية نسبيًا في مقاومة الضغط، ولكنها تفتقر إلى مقاومة الشد أو الليونة. هذا بطبيعته يجعل الخرسانة مادة مفيدة لتحمل وزن المنشأ. توفر الخرسانة المسلحة بحديد التسليح الفولاذي للهيكل قدرة أقوى على الشد، بالإضافة إلى زيادة في الليونة والمرونة.
- القابلية للبناء

يجب صب الخرسانة المسلحة وتركها لضبطها أو تصلبها. ويجب علاج الخرسانة بعد الإقامة (عادة يوم أو يومين)، وهي العملية التي تختبر فيها الخرسانة تفاعلًا كيميائيًا بين الجسيمات الإسمنتية والماء. يتم اكتمال عملية المعالجة بعد 28 يومًا، ومع ذلك؛ قد تستمر عملية البناء لبعد 1-2 أسبوع، وهذا يتوقف على طبيعة المنشأ. يمكن بناء الخرسانة في أي شكل وحجم تقريبًا. ما يقرب من نصف تكلفة استخدام الخرسانة المسلحة في مشروع إنشائي يعزى إلى عملية صب الخرسانة. من أجل توفير الوقت وبالتالي التكاليف، قد تكون عناصر الخرسانة الإنشائية مسبقة الصنع. يشير ذلك إلى جائز خرساني مسلح أو عوارض أو عمود يُسكب خارج الموقع ويترك للعلاج. بعد عملية المعالجة، يمكن تسليم العنصر الخرساني إلى موقع البناء وتثبيته بمجرد الحاجة إليه. بما أن العنصر الخرساني قد تم معالجته من الموقع مسبقًا، فقد يستمر البناء فور الإقامة.
- مقاومة الحريق

تتمتع الخرسانة بخصائص ممتازة في مقاومة الحرائق، ولا تتطلب أي تكاليف بناء إضافية للالتزام بمعايير الحماية من الحرائق بموجب قانون البناء الدولي (آي بي سي). ومع ذلك، فإن المباني الخرسانية ستستخدم على الأرجح مواد أخرى غير مقاومة للحريق. لذلك؛ يجب أن يظل المصمم اّخذًا في عين الاعتبار استخدام الخرسانة وأين سيتطلب استخدام مواد خطرة للحريق؛ من أجل منع المضاعفات المستقبلية التي ممكن أن تحصل في التصميم العام.